# Bryan Bozzi
Bryan Bozzi é um engenheiro ítalo-dinamarquês de corrida de Fórmula 1 que faz parte da equipe da Ferrari há mais de uma década. Atualmente, ele ocupa o cargo de engenheiro de corrida de Charles Leclerc.

## Carreira
Ele frequentou a St. George's British International School em Roma, Itália. Mais tarde, mudou-se para a Inglaterra e estudou engenharia mecânica na Universidade de Bath, onde recebeu um diploma com honras. Durante seu tempo na universidade, ele participou de vários programas estudantis de Fórmula 1, o que despertou seu interesse em corridas. Ele é fluente em inglês e italiano.
Bozzi se candidatou a um estágio na Ferrari, que se transformou em uma posição de tempo integral. Ingressando na Ferrari em junho de 2012, sua primeira função foi como engenheiro de pesquisa e desenvolvimento de túnel de vento. Em dezembro de 2014, ele foi promovido a engenheiro do grupo aerodinâmica de pista até novembro de 2018. Após essas funções, ele realizou seu sonho de se tornar um engenheiro de corrida da Scuderia Ferrari. Bozzi trabalhou como engenheiro de desempenho de Charles Leclerc desde a estreia do piloto na Ferrari em 2019. No Grande Prêmio da Emília-Romanha de 2024, ele foi promovido a engenheiro de corrida de Leclerc, substituindo Xavi Marcos.
Bozzi ajudou a alcançar uma vitória histórica no Grande Prêmio de Mônaco de 2024. O diretor da equipe, Frédéric Vasseur, elogiou-o por ser "direto e decisivo".